# بيت الكاتب
بيت الكاتب، بيت تاريخي في مدينة الطائف إحدى مدن المملكة العربية السعودية، أسس في عام 1898، سمي بـ «قصر النيابة» لأن الملك فيصل بن عبدالعزيز أل سعود كان يقيم فيه أثناء فترة الصيف، واختارته دارة الملك عبدالعزيز ليكون مقرًا لمركز تاريخ الطائف. 

## تاريخ البناء
بناه محمد علي عبد الواحد الكاتب الخاص للشريف عون الرفيق فترة ولاية الأتراك عام 1315هـ.

## الموقع
يقع في حي السلامة. 

## الحدود
يحده شرقاً شارع مسدود وفناء محدود المساحة، ومن جهة الغرب شارع الإمام الشافعي(أحمد بن إدريس)، ومن الشمال شارع أبي نواس الذي يقع أمام مدرسة ابن سيناء الابتدائية، ومن الجنوب شارع السلامة.

## بناء القصر
- من الداخل

يتكون من ثلاثة أدوار بُنيت على الطراز المعماري الروماني القديم يزينه أعمدة الحجر والزخارف شبه حلزونية والتي تمتد حتى الأسطح، وقد أُختير له موقع مناسب في عمق الأرض الزراعية بمنطقة السلامة خارج سور الطائف القديم.
- من الخارج

يتواجد فيه بهو على هيئة ديوان يقابل الداخل، كما تتواجد فيه سلالم تصل للأدوار العلوية، وتتألف الدربزان التي كانت بامتداد السلالم حتى نهايته من الحجر والرخام، كما يتواجد ديوان آخر يمتد من الفناء الجهة الشمالية للقصر، كما يتواجد فناء واسع يضم بستان يحوي أرض زراعية تُزرع فيها الفواكه والخضروات.

## مواد البناء
- الحجر
- الجص
- البطحاء
- خشب الزان
- خشب العرعر[6]

## تعاقب سكان القصر
- في عام 1315هـ سكنه محمد عبد الواحد بعد الانتهاء من بنائه الذي استمر ثلاث سنوات.
- عام 1350هـ سكنه أبناء محمد علي عبد الواحد بعد ترميمه وإصلاح ماخرب منه، وشيدوا بجواره ملحقاً في الجهة الشرقية بني بالحجر والطين.
- أُعجب الملك فيصل بن عبدالعزيز آل سعود بالقصر فور مشاهدته ؛  فأمر أبناء محمد علي عبد الواحد تشييد دوره الثالث، وبناء ملحقات القصر من الجهة الشمالية يضم مطبخ خاص، واتفق الملك فيصل مع أبناء محمد علي عبد الواحد على أن يستأجر القصر حتى يأتي له صيفاً؛ فوافقوا، وسكنه ثم تعاقب عليه ابناؤه من بعده ( عبد الله ومحمد وسعد وسعود وخالد وتركي ) ثم ابنته سارة، واستمر الحال لمدة تجاوزت العشرين سنة، ثم انتقل الملك فيصل إلى حي آخر حيث بني فيه قصره الخاص.
- سكنه من بعده الأمير بندر بن محمد بن عبد العزيز لمدة ثلاث سنوات في فترة الصيف
- سكنه الأمير عبدالله الفيصل لمدة خمس سنوات
- سكنته الأميرة شيخة بنت عبد العزيز لمدة ثلاث سنوات في فترة الصيف، ثم هُجر عام 1388هـ.[7]

## انظر ايضاً
- الطائف
- قصر شبرا (الطائف)

## وصلات خارجية
- بيت الكاتب في الطائف.
- القريتين هُـنا تاريخ وتراث زهرة الحجاز " الطائف "بيت الكاتب (قصر النيابة) ....
- اختيار «بيت الكاتب» مقراً لمركز تاريخ الطائف